# Шадымка
Шадымка — река в России, протекает в Ковылкинском районе Республики Мордовия. Устье реки находится в 13 км по правому берегу реки Сеитьма. Длина реки составляет 20 км, площадь водосборного бассейна — 143 км².
Исток реки южнее села Красный Шадым на границе с Инсарским районом в 28 км к юго-востоку от города Ковылкино. Река течёт на север, протекает сёла Красный Шадым и Рыскино. Впадает в Сеитьму около запруды рыбхоза «Шадымка» возле села Мордовское Коломасово.

### Притоки (км от устья)
- 3,2 км: река без названия, на ней стоит с. Шадым (лв)
- ручей Бездонный (лв)
- река Коммунка (пр)

## Данные водного реестра
По данным государственного водного реестра России относится к Окскому бассейновому округу, водохозяйственный участок реки — Мокша от истока до водомерного поста города Темников, речной подбассейн реки — Мокша. Речной бассейн реки — Ока.
По данным геоинформационной системы водохозяйственного районирования территории РФ, подготовленной Федеральным агентством водных ресурсов:
- Код водного объекта в государственном водном реестре — 09010200112110000027483
- Код по гидрологической изученности (ГИ) — 110002748
- Код бассейна — 09.01.02.001
- Номер тома по ГИ — 10
- Выпуск по ГИ — 0